# Tanggir
Tanggir is een bestuurslaag in het regentschap Bojonegoro van de provincie Oost-Java, Indonesië. Tanggir telt 1282 inwoners (volkstelling 2010).